# 南京钢铁集团有限公司医院
南京钢铁集团公司医院，是中华人民共和国江苏省的一所医院，为二级甲等医院，位于南京市大厂区钢铁集团公司南钢四村。

## 规模
南京钢铁集团公司医院总床位220张，日门诊量261人次。